# Resolutie 392 Veiligheidsraad Verenigde Naties
Resolutie 392 van de Veiligheidsraad van de Verenigde Naties werd op 19 juni 1976 bij consensus aangenomen door de vijftien leden van de VN-Veiligheidsraad.

## Inhoud
De Veiligheidsraad:
- Heeft de brief van Benin, Libië en Tanzania in naam van de Afrikaanse VN-groep over repressieve maatregelen door het Zuid-Afrikaanse apartheidsregime tegen het volk van Soweto overwogen.
- Heeft ook het telegram van de president van Madagaskar aan de Secretaris-Generaal overwogen.
- Is diep geschokt over de grootschalige doding en verwonding van Afrikanen in Zuid-Afrika na de schietpartij op onder meer schoolkinderen en studenten die tegen rassendiscriminatie betoogden.
- Is ervan overtuigd dat deze situatie voortkomt uit de voortdurende apartheid en rassendiscriminatie, in strijd met de VN-resoluties.

1. Veroordeelt sterk het massale geweld en de doding van onder meer schoolkinderen en studenten door Zuid-Afrika;
2. Betuigt zijn medeleven met de slachtoffers van het geweld;
3. Bevestigt nogmaals dat apartheid een misdaad tegen het geweten en de waardigheid van de mensheid is en de internationale vrede en veiligheid ernstig verstoort;
4. Erkent de wettigheid van de strijd van het Zuid-Afrikaanse volk voor de eliminatie van apartheid en raciale discriminatie;
5. Roept de regering van Zuid-Afrika dringend op een eind te maken aan het geweld tegen het Zuid-Afrikaanse volk en met voorrang stappen te ondernemen om een eind te maken aan apartheid en raciale discriminatie;
6. Besluit om op de hoogte te blijven.

## Verwante resoluties
- Resolutie 282 Veiligheidsraad Verenigde Naties
- Resolutie 311 Veiligheidsraad Verenigde Naties
- Resolutie 417 Veiligheidsraad Verenigde Naties
- Resolutie 418 Veiligheidsraad Verenigde Naties

Lijst ·  385 ·  386 ·  387 ·  388 ·  389 ·  390 ·  391 ·  392 ·  393 ·  394 ·  395 ·  396 ·  397 ·  398 ·  399 ·  400 ·  401 ·  402